# Pulkau
Pulkau osztrák város Alsó-Ausztria Hollabrunni járásában. 2022 januárjában 1498 lakosa volt. 

## Elhelyezkedése

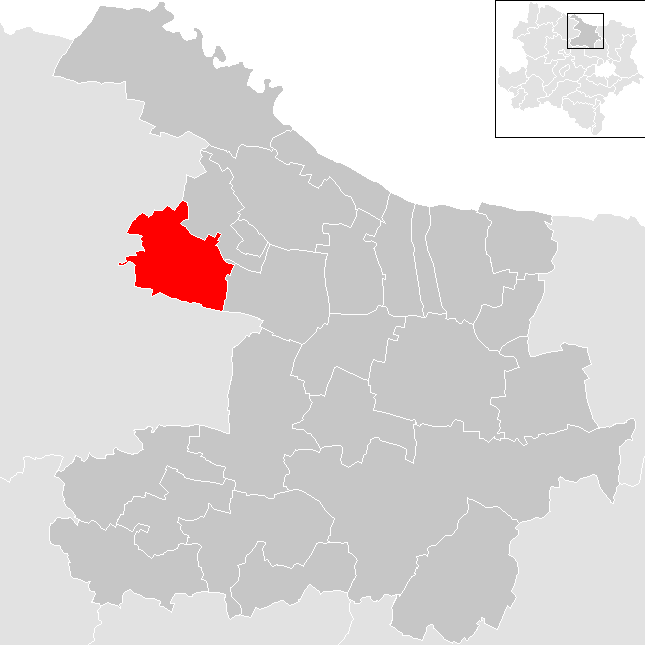
Pulkau a Hollabrunni járásban

Pulkau a tartomány Weinviertel régiójában fekszik, a Pulkau folyó mentén, a Gránit- és Gneiszfennsíkon. Legmagasabb pontja a Brenntenberg (477 m). Területének 26,1%-a erdő, 12,9% szőlő, 52% áll egyéb mezőgazdasági művelés alatt. Az önkormányzat 6 települést egyesít: Groß-Reipersdorf (154 lakos 2022-ben), Leodagger (83), Passendorf (10), Pulkau (982), Rafing (144) és Rohrendorf an der Pulkau (125).
A környező önkormányzatok: északkeletre Schrattenthal, keletre Zellerndorf, délre Röschitz, délnyugatra Meiseldorf, nyugatra Sigmundsherberg, északra Weitersfeld.

## Története

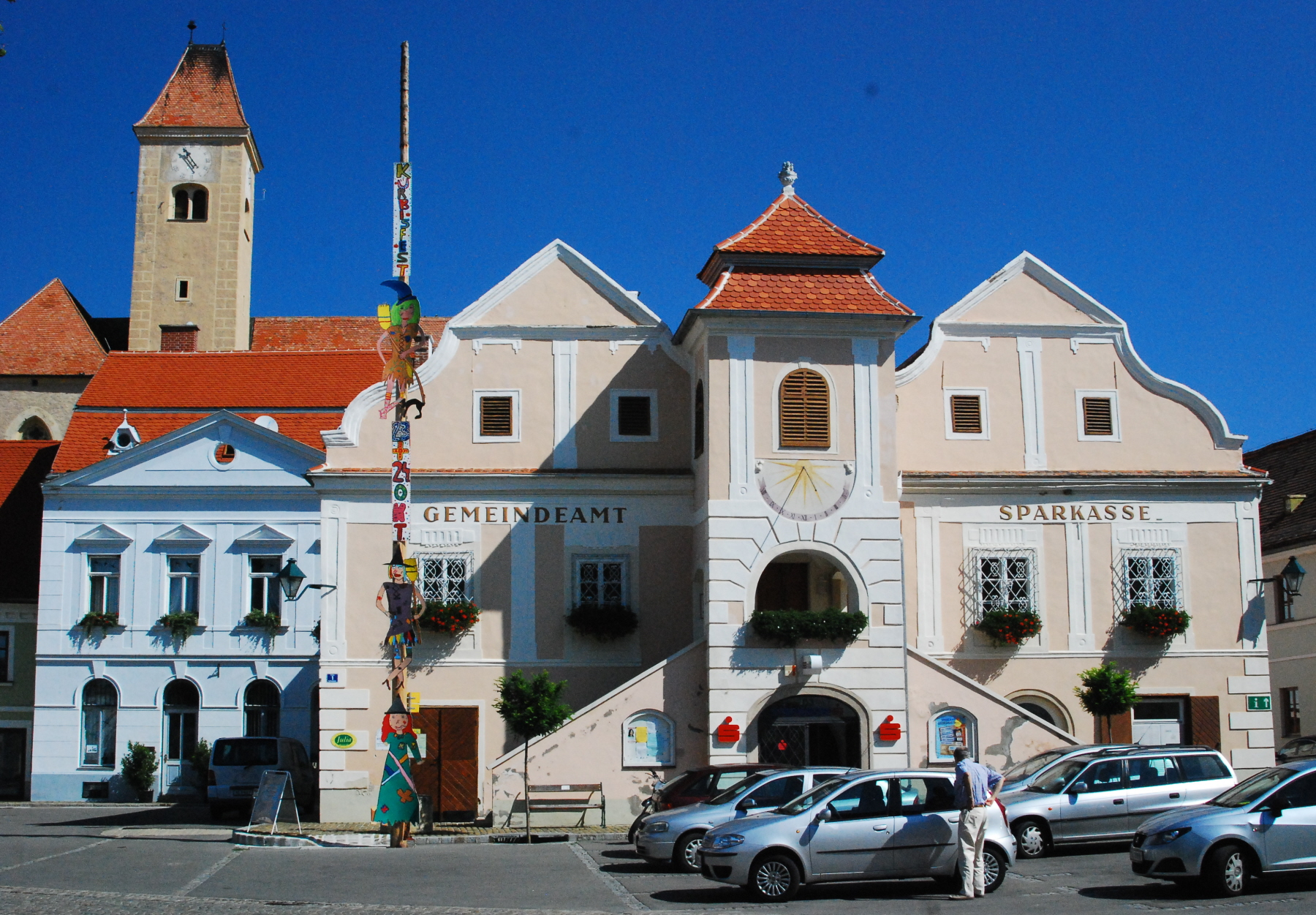
A városháza

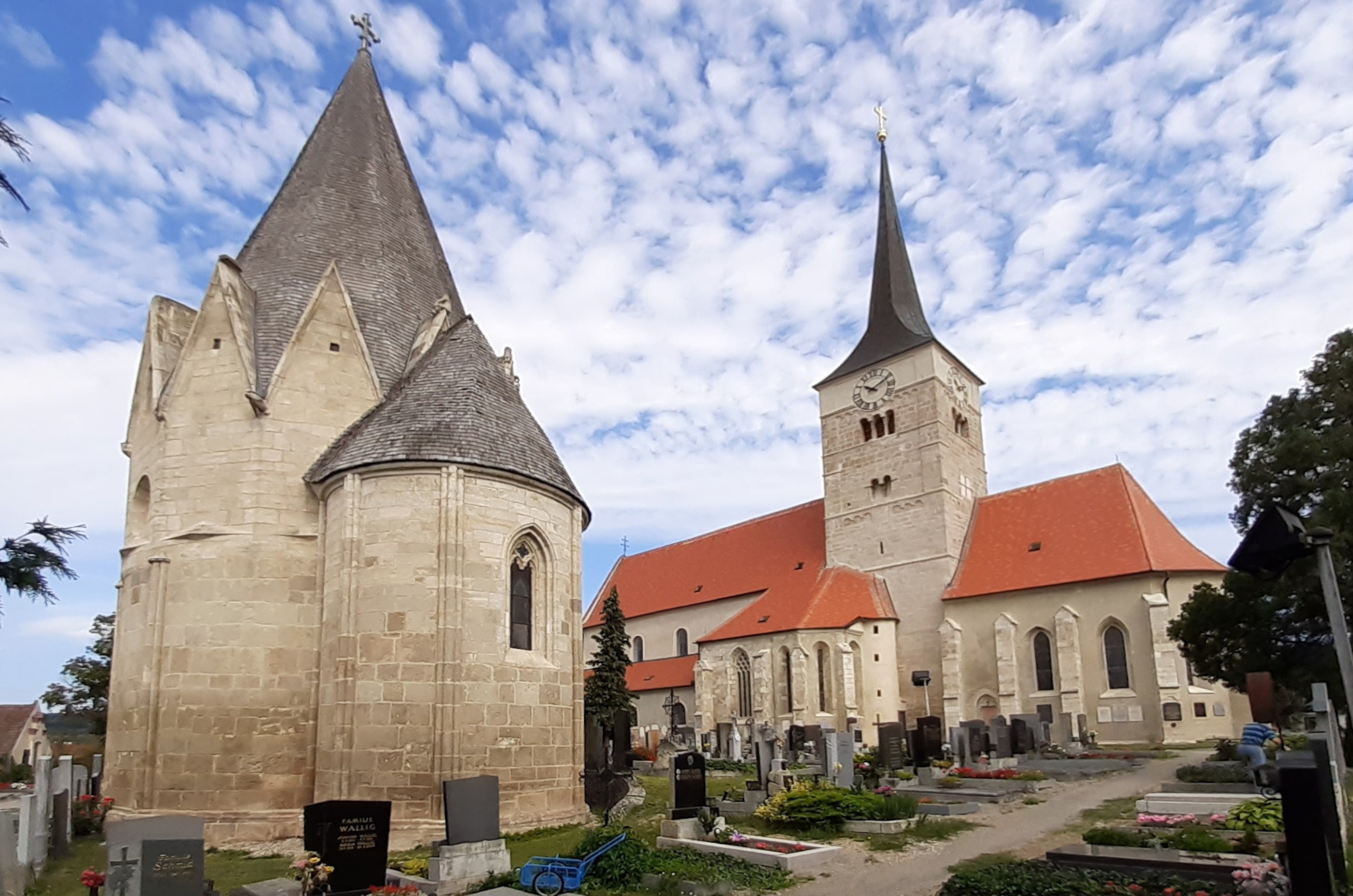
A Szt. Mihály-plébániatemplom és a csontház

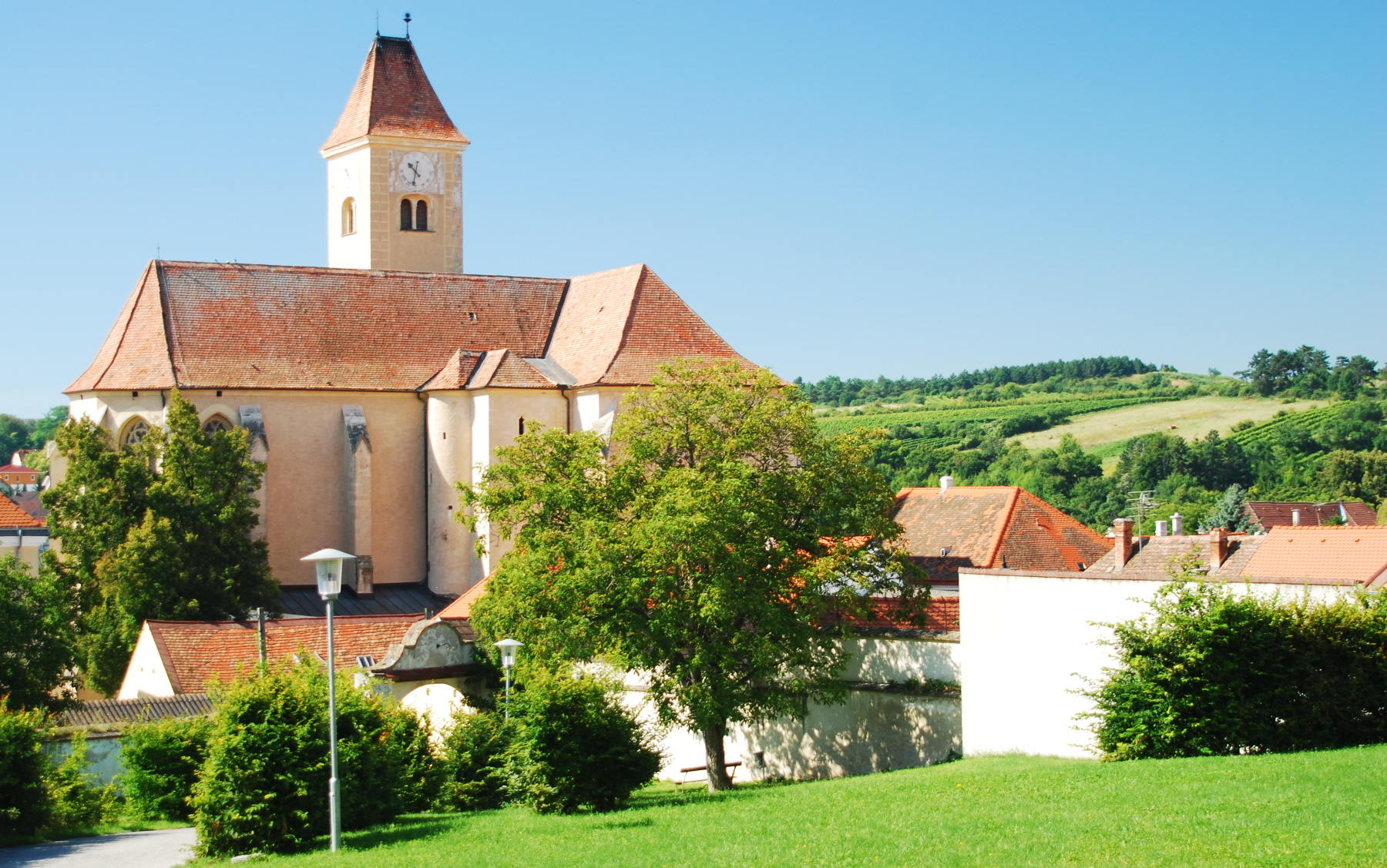
A Szent vér-templom

Pulkaut frank telepesek alapították Nagy Károly idejében, 791-796 között. 1055-ben Hardegg uradalmához tartozott. Egyházközségét 1080-ban említik először, 1216-ban pedig először írnak az itteni szőlőművelésről. 1308-ban mezővárosi jogokat, 1437-ben pedig V. Albert hercegtől címert és pecsétet kapott. 
1338-ban állítólag a zsidók a sekrestyés segítségével szent ostyát szereztek, hogy azokat varázslásokhoz használják fel. A feldühödött lakosság lemészárolta az összes pulkaui zsidót és az eset miatt egész Alsó-Ausztriában, Morvaországban és Csehországban is sor került antiszemita megnyilvánulásokra. 1425-ben az Ausztriába betörő husziták (a szomszédos Schrattenthal és Retz) mellett kifosztották Pulkaut is. 1486-ban Mátyás magyar király hadai szállták meg a települést. 1597-ben lázadó parasztok, a harmincéves háborúban több alkalommal a vonuló hadseregek szállták meg Pulkaut; 1645-ben pedig felgyújtották a svédek. Az 1680-as pestisjárványban 600 lakos lelte halálát. 
1712 januárjában VI. Károly császárt Pulkauban fogadták az alsó-ausztriai rendek, mikor prágai koronázására utazott. 1742-ben a második sziléziai háborúban a poroszok, 1805-ben és 1809-ben Napóleon franciái szállták meg a városkát. 
Az 1848-as forradalmat követően felszámolták a feudális birtokrendszert és megalakult Pulkau önkormányzata. A második világháború során, 1943-ban 15-16 éves diákok náciellenes osztrák nemzeti szövetséget hoztak létre. A Gestapo tizennégyüket letartóztatta és ötöt szeparatizmus vádjával a bíróság elítélte; közülük a legidősebbet kivégezték. 
1968-ban Großreipersdorf, Passendorf és Rafing községeket Pulkau önkormányzatához csatolták; 1971-ben követte őket Leodagger és Rohrendorf is. 1985-ben Pulkaut városi rangra emelték. 

## Lakosság
A pulkaui önkormányzat területén 2022 januárjában 1498 fő élt. A lakosságszám 1890-ben érte el a csúcspontját 3276 fővel, azóta csökkenő tendenciát mutat. 2020-ban az ittlakók 96,1%-a volt osztrák állampolgár; a külföldiek közül 0,7% a régi (2004 előtti), 2,1% az új EU-tagállamokból érkezett. 0,3% az egykori Jugoszlávia (Szlovénia és Horvátország nélkül) vagy Törökország, 0,7% egyéb országok polgára volt. 2001-ben a lakosok 95,8%-a római katolikusnak, 3,2% pedig felekezeten kívülinek vallotta magát. Ugyanekkor 6 magyar élt a városban; a legnagyobb nemzetiségi csoportot a németek (98,2%) mellett a csehek alkották 0,7%-kal (11 fő).
A népesség változása:

| 2016 | 1 540 |
| 2018 | 1 560 |

## Látnivalók
- Neudegg várának romjai
- az 1659-ben épült városháza

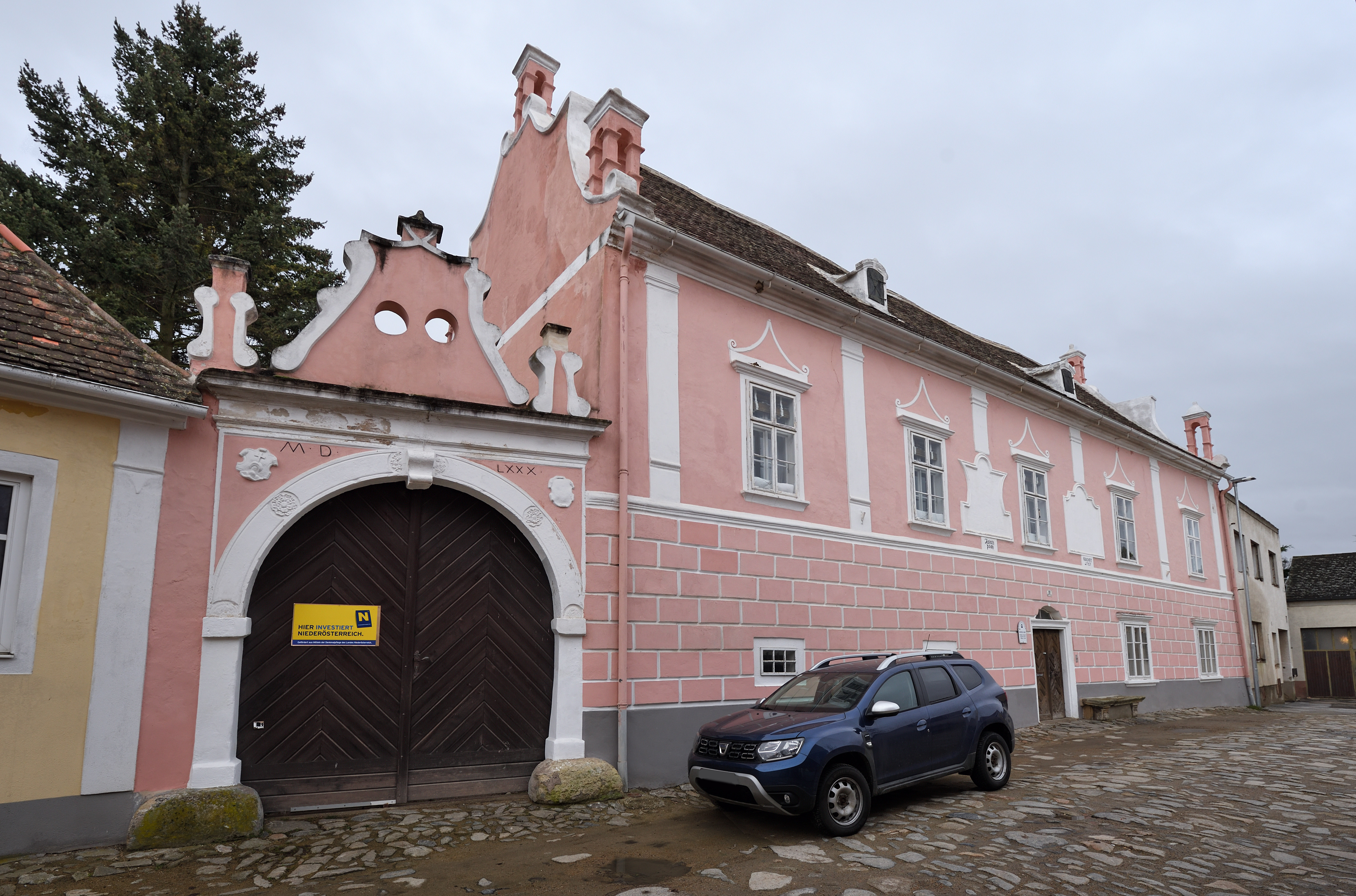
A Vörös kúria

- a gótikus Szt. Mihály-plébániatemplom és a Szt. Bertalan csontház
- a Szent vér-templom
- a Vörös kúria

## Fordítás
- Ez a szócikk részben vagy egészben  a   Pulkau című német Wikipédia-szócikk ezen változatának fordításán alapul.  Az eredeti cikk szerkesztőit annak laptörténete sorolja fel. Ez a jelzés csupán a megfogalmazás eredetét és a szerzői jogokat jelzi, nem szolgál a cikkben szereplő információk forrásmegjelöléseként.